# Phasicnecus sulphureotinctus
Phasicnecus sulphureotinctus är en fjärilsart som beskrevs av Embrik Strand 1912. Phasicnecus sulphureotinctus ingår i släktet Phasicnecus och familjen Eupterotidae. Inga underarter finns listade i Catalogue of Life.